# Герб Чечни
Государственный герб Чеченской Республики (чечен. Нохчийн Республикан хӀост) является официальным государственным символом Чеченской Республики. Принят в 2004 году, дополнен в 2020 году.

## Описание
Официальный государственный символ Чеченской Республики представляет собой круг, в центре которого расположены символ единства и вечности в виде национального чеченского орнамента, исполненного красным цветом. Сверху него очертания гор, слева — башня вайнахов, справа — нефтяная вышка. Всё это обрамлено колосьями пшеницы, а венчают герб полумесяц и звезда.
Закон «О Государственном гербе Чеченской Республики» от 23 марта 2020 года № 16 — РЗ принят Парламентом и подписан Главой Чеченской Республики

### Описание и изображение герба
Положение о Государственном гербе Чеченской Республики
Настоящим Положением устанавливаются Государственный герб Чеченской Республики, его описание и порядок официального использования.
Государственный герб Чеченской Республики является официальным государственным символом Чеченской Республики.

Герб Чеченской Республики представляет собой в серебряном поле серебряный же шар с тройной каймой: внешняя кайма узкая - лазоревая, вторая кайма - золотая, обременённая червлёным кольцом чеченского национального орнамента, внутренняя кайма - лазоревая, обременённая двумя золотыми, положенными сообразно кайме со скрещенными внизу стеблями, пшеничными колосьями, между которыми вверху - золотые полумесяц и девятиконечная звезда; шар обременён посередине червлёным элементом чеченского национального орнамента, по сторонам от которого стоящие на общем лазоревом подножии серебряная, окаймлённая лазурью, с лазоревыми кровлей, окнами и дверью чеченская сторожевая башня и лазоревая буровая вышка, и выше которого - две заснеженные лазурью горные вершины.

### Символика
В основу композиции Герба легло образное стилизованное решение, соответствующее национальному менталитету и месту чеченского народа в современном мире.
В гербе Чеченской Республики используются следующие символы:
Кольцо чеченского национального орнамента — символ Вечности. Центральный орнаментальный элемент — символ Единства;
Девятиконечная звезда символизирует девять чеченских тукхумов как единый народ. Колосья — символ богатства чеченского народа. Полумесяц символизирует религию Ислам;
Сторожевая башня — символ исторического наследия чеченского народа. Буровая вышка символизирует промышленно-экономический потенциал региона. Горные вершины — символ самой высочайшей горы в Чеченской Республике Тебулосмта (чечен. ТӀуьйли-лам).

## История

### Герб Северо-Кавказского эмирата
В сентябре 1919 года в чеченском ауле Ведено имам Узун-Хаджи провозгласил независимость Северного Кавказа и создание Северо-Кавказского эмирата, в который вошли горные районы Дагестана, горная Чечня и часть Ингушетии. Государство не имело четких границ и представляло собой монархию на основе норм шариата, идеологией эмирата являлся панисламизм. Эмират был признан Азербайджаном, Грузией, Турцией.
В 1919 году эмират предпринял выпуск бумажных денег (кредитных билетов) достоинством 5, 25, 50, 100, 250, 500 рублей. На лицевой стороне кредитных билетов изображалась эмблема эмирата.
Герб (эмблема) эмирата представлял собой поставленные пирамидой винтовку и саблю, над ними чалма хаджи с короной. Поверх всего весы, вероятно символизирующие справедливость. На чашах весов с одной стороны зелёное знамя Газавата с навершием в виде полумесяца (навершие изображалось не всегда), а с другой стороны раскрытая книга (вероятно, Коран). В нижней части герба располагался полумесяц и три звезды.
В марте 1920 года под давлением большевиков Северо-Кавказский эмират был ликвидирован, Узун-Хаджи получил пост муфтия Кавказа, а летом умер.

### Герб Чечено-Ингушской Автономной Социалистической Советской Республики
22 июня 1937 года Чрезвычайный III съезд Советов Чечено-Ингушской АССР принял первую Конституцию Чечено-Ингушской АССР, в которой содержалось описание герба Чечено-Ингушской АССР. Согласно Конституции, герб ЧИАССР был схож с гербом РСФСР, однако был дополнен надписями на чеченском и ингушском языках. В 1957 году ЧИАССР была восстановлена. Также был восстановлен и герб ЧИАССР в соответствии с Указом о гербе ЧИАССР. При этом на новой версии тексты на чеченском были переведены на кириллицу, так как с 1938 года на территории СССР чеченцами использовалась преимущественно кириллическая письменность, разработанная Н. Ф. Яковлевым. VIII внеочередная сессия Верховного Совета ЧИАССР 6-го созыва 26 мая 1978 года приняла новую Конституцию ЧИАССР. Описание государственных символов в ней незначительно отличалось от существовавших ранее. 24 июля 1981 года было принято Положение о гербе, закрепившее герб ЧИАССР согласно конституции.

### Герб Чеченской Республики Ичкерия
Герб Чеченской Республики Ичкерия представлял собой символическое изображение полулежачего волка с поднятой головой. Волк расположен на национальном орнаменте, переходящем в круг в виде полумесяца, в нижней части которого расположены 9 звёзд, которые соответствуют количеству чеченских обществ — тукхумов. Законодательно было установлено только описание герба, органы власти Чеченской Республики Ичкерия использовали различные вариации герба, но чаще всего — чёрно-белое изображение. По одной из версий автором герба является чеченский художник Султан Юшаев. Впервые этот герб был представлен на Первом чеченском съезде в 1990 году в Грозном. Деги Дудаев, сын Джохара Дудаева, заявил в интервью, что именно его мать, Алла Федоровна, нарисовала герб: "Алла Дудаева (это факт малоизвестный) взяла эскиз и нарисовала герб в том виде, в котором он сейчас известен. «Она равнялась на Акелу из „Маугли“, сделала волка грознее, чем было у отца». Сумасшедшее время, запредельный градус чувств. «Отцы мечтали, что создадут совершенно новое образование на политической карте мира»."

### Современный Государственный герб Чеченской Республики
В 2003 году, сразу после выборов, Ахмат Кадыров начал разработку нового герба и флага Чеченской Республики. 25 мая 2004 года Государственный совет Чечни одобрил Положение № 027-ГС о гербе ЧР и 22 июня 2004 года Указом № 125 «О государственном флаге и гербе Чеченской Республики» был утвержден и. о. Президента ЧР С. Абрамовым.
15 мая 2008 Народным Собранием Парламента Чеченской Республики был принят закон N 23-рз «О Государственном гербе Чеченской Республики». 22 мая одобрен Советом Парламента Республики.
7 ноября 2019 года, Парламент ЧР рассмотрел вопрос об изменении символа республики. Теперь изображение герба располагается в серебряном щите традиционной французской формы. 12 марта 2020 года Парламент принял закон «О Государственном гербе ЧР», 23 марта закон был подписан Главой Республики Рамзаном Кадыровым.

### Варианты

#### Северо-Кавказский эмират
- Герб Северо-Кавказского Эмирата с 1919 по 1920 год
- Оригинальное изображение герба Северо-Кавказского Эмирата
- Вариант герба Северо-Кавказского Эмирата

#### Чечено-Ингушская Автономная Советская Социалистическая Республика
- Герб ЧИАССР с 1937 по 1940 год
- Герб ЧИАССР с 1957 по 1978 год
- Герб ЧИАССР с 1978 до 1990 года
- Проект герба ЧИАССР
- Оригинальное изображение проекта герба ЧИАССР

#### Чеченская Республика Ичкерия
- Герб ЧРИ с 1991 по 2000 год
- Вариант герба ЧРИ
- Вариант герба ЧРИ
- Вариант герба ЧРИ
- Вариант герба ЧРИ
- Вариант герба ЧРИ с Медали Свободы

#### Чеченская Республика
- Современный герб Чеченской Республики с 2000 года
- Большой герб Чеченской Республики
- Средний герб Чеченской Республики
- Малый герб Чеченской Республики